# Férfi 3 méteres szinkronugrás a 2013-as mű- és toronyugró-Európa-bajnokságon
A 2013-as mű- és toronyugró-Európa-bajnokságon a férfi szinkron 3 méteres műugró versenyszámát június 21-én rendezték meg a Neptun Swimming Poolban. A döntőt az orosz Jevgenyij Kuznyecov, Ilja Zaharov kettős nyerte.

## Versenynaptár
Az időpontok helyi idő szerint olvashatóak.
| Dátum                    | Időpont | Forduló   |
| ------------------------ | ------- | --------- |
| 2012. június 21., péntek | 12:00   | Selejtező |
| 2012. június 21., péntek | 17:30   | Döntő     |

## Eredmény
| # | Versenyző                                      | Ország                 | Selejtező | Selejtező | Döntő  | Döntő   |
| # | Versenyző                                      | Ország                 | Pontok    | Rangsor   | Pontok | Rangsor |
| - | ---------------------------------------------- | ---------------------- | --------- | --------- | ------ | ------- |
|   | Jevgenyij Kuznyecov Ilja Zaharov               | Oroszország (RUS)      | 411,66    | 1         | 460,44 | 1       |
|   | Patrick Hausding Stephan Feck                  | Németország (GER)      | 410,43    | 2         | 431,58 | 2       |
|   | Olekszandr Horskovozov Oleg Kologyij           | Ukrajna (UKR)          | 391,47    | 3         | 422,52 | 3       |
| 4 | Yauheni Karaliou Andrej Pavluk                 | Fehéroroszország (BLR) | 362,46    | 5         | 366,42 | 4       |
| 5 | Andreas Nader Billi Giovanni Tocci             | Olaszország (ITA)      | 377,22    | 4         | 366,06 | 5       |
| 6 | Sztéfanosz Paparúnasz Michail Nektario Fafalis | Görögország (GRE)      | 318,84    | 7         | 337,44 | 6       |
| 7 | Espen Valheim Daniel Jensen                    | Norvégia (NOR)         | 315.27    | 8         | 337,26 | 7       |
| 8 | Héctor García Nicolás García                   | Spanyolország (ESP)    | 318,96    | 6         | 334,44 | 8       |